# Parapagurus
Parapagurus is een geslacht van kreeftachtigen uit de klasse van de Malacostraca (hogere kreeftachtigen).

## Soorten
- Parapagurus abyssorum (Filhol, 1885)
- Parapagurus alaminos Lemaitre, 1986
- Parapagurus andreui Macpherson, 1984
- Parapagurus benedicti de Saint Laurent, 1972
- Parapagurus bouvieri Stebbing, 1910
- Parapagurus foraminosus Lemaitre, 1999
- Parapagurus furici Lemaitre, 1999
- Parapagurus holthuisi Lemaitre, 1989
- Parapagurus janetae Lemaitre, 1999
- Parapagurus latimanus Henderson, 1888
- Parapagurus microps de Saint Laurent, 1972
- Parapagurus nudus (A. Milne-Edwards, 1891)
- Parapagurus pilosimanus Smith, 1879
- Parapagurus richeri Lemaitre, 1999
- Parapagurus saintlaurentae Lemaitre, 1999
- Parapagurus stenorhinus Lemaitre, 1999
- Parapagurus wolffi Lemaitre, 1999